# Escudo de Asturias
El escudo de Asturias es rectangular, cuadrilongo y con los extremos del lado inferior redondeados y una punta o ángulo saliente en el centro de dicho lado, con la proporción de seis de alto por cinco de ancho, y trae sobre campo de azur o azul la cruz de la Victoria, de oro, guarnecida de piedras preciosas de su natural color, y las letras alpha mayúscula y omega minúscula, también de oro, pendientes de sus brazos diestro y siniestro, respectivamente; y en sendas líneas, con letras de oro, la leyenda «HOC SIGNO TVETVR PIVS - HOC SIGNO VINCITVR INIMICVS» (Con este emblema se defiende al piadoso - Con este emblema se vence al enemigo), la primera al flanco diestro y la segunda al flanco siniestro. Al timbre, corona real, cerrada, que es un círculo de oro, engastado de piedras preciosas compuesto de ocho florones de hojas de acanto, visibles cinco, interpoladas de perlas, y de cuyas hojas salen sendas diademas sumadas de perlas que convergen en un mundo de azur o azul, con el semimeridiano y el ecuador de oro, sumado de cruz de oro. La corona forrada, de gules o rojo.
El escudo del Principado de Asturias fue adoptado el 27 de abril de 1984, basado en el que la Diputación Provincial de Oviedo adoptó en el año 1857. En 1985 se creó una versión simplificada del escudo, acorde con el estilo gráfico de los logotipos corporativos, para uso exclusivo de la Administración del Principado.

## Historia

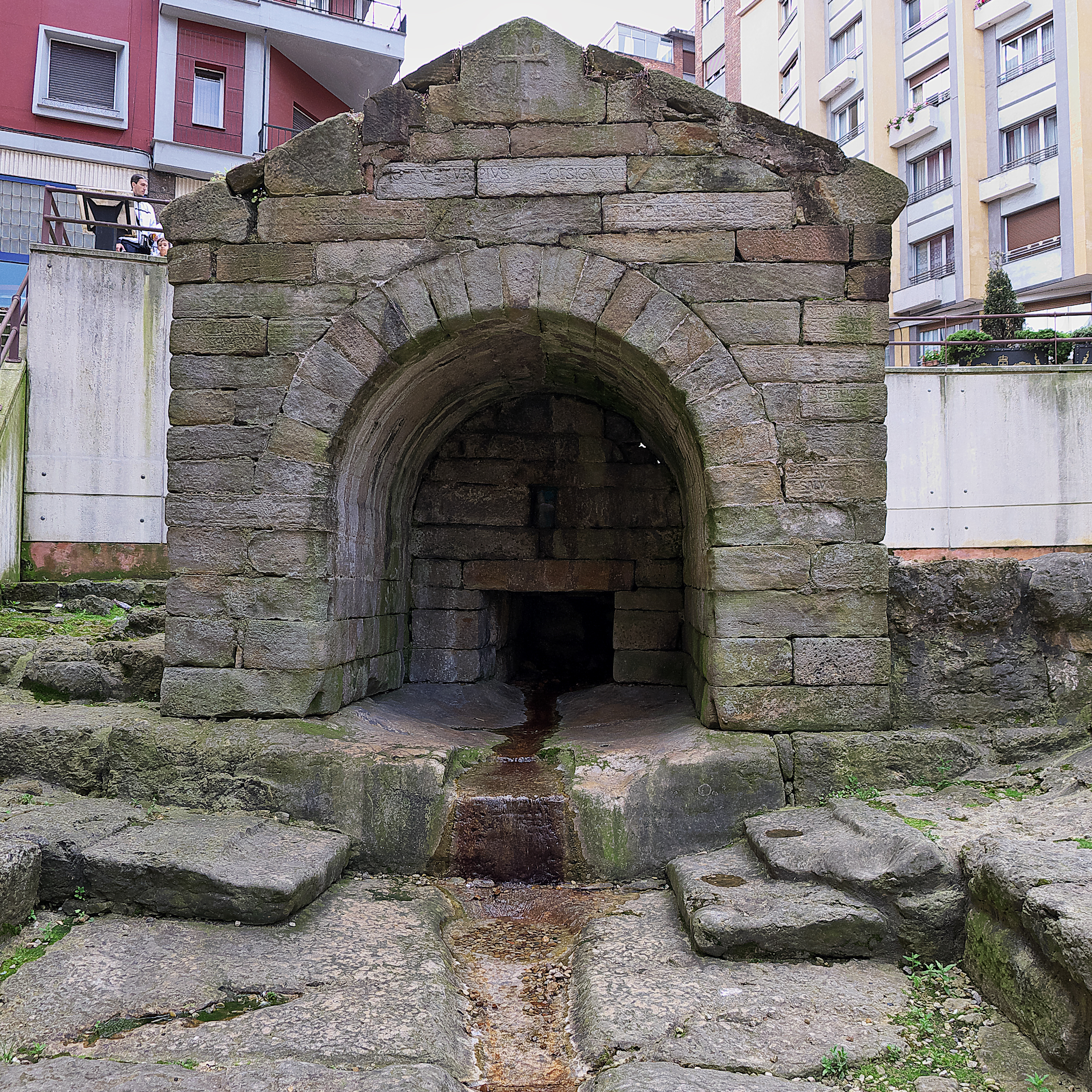
En la Foncalada de Oviedo puede apreciarse una talla similar a la Cruz de la Victoria que hoy figura en el escudo del Principado de Asturias.

El antecedente historiográfico más directo es un estudio sobre el escudo de Asturias publicado por Gaspar Melchor de Jovellanos por encargo de Francisco Bernaldo de Quirós, marqués de Camposagrado, con el fin de adoptar un emblema para el Regimiento de Nobles Asturianos que combatió durante la Guerra de la Independencia. En este estudio Jovellanos recapitulaba la historia de los diferentes blasones que se atribuyeron al Principado por diversos autores y realizó una propuesta que a la postre sería determinante para su difusión en el tiempo y posterior adopción oficial.
Entre los blasones descritos en el estudio, el más antiguo sigue la siguiente descripción heráldica: «De oro (en ocasiones de gules), tres o cinco suelas de sable o leonadas». Respecto a este primer escudo Jovellanos, después de analizar las fuentes disponibles y realizar una búsqueda de representaciones de carácter público del mismo, llegó a la conclusión que en realidad se trataba de las armas de un linaje, el de los Álvarez de Asturias. 

Escudo del reino de Asturias según blasonan varias publicaciones europeas desde el siglo XV al XVIII. Esta atribución fue demostrada infundada por Jovellanos.

Jovellanos tampoco encontró evidencias para considerar fiable un posterior blasón, en el que se cuartelaban las armas de los reinos de Castilla y de León (Asturias formaba parte de este último), con las del vecino Reino de Galicia. Estas armas fueron difundidas hasta el siglo XVIII en diferentes obras impresas, fundamentalmente de carácter cartográfico, y llegó a reproducirse en la L'Encyclopédie de Denis Diderot. Se ha comprobado que durante el siglo XV un heraldo que utilizaba el título de «Asturias» empleaba este escudo en su tabardo. El heraldista Vicente Castañeda consideró que se trataba de las armas del Príncipe de Asturias, pero hasta la fecha, como demostró Jovellanos, no ha sido hallada ninguna prueba que documente que este escudo llegó a tener en algún momento carácter oficial como emblema asturiano o del heredero. 
Jovellanos recopilaba igualmente los blasones descritos en la obra de Lázaro Díaz del Valle, uno de los cuales tomaba la Cruz de los Ángeles, reliquia custodiada en la catedral de Oviedo, como figura de las armas del Principado en campo de gules, un emblema que ya figuraba en las armas del Concejo de Oviedo. Jovellanos coincidía con las conclusiones de un segundo cronista sobre que en el escudo asturiano debía figurar la Cruz de la Victoria al tratarse de la «divisa del Principado» y haber sido utilizada como insignia por monarcas asturianos y leoneses. 

Reconstrucción de uno de los blasones propuestos para el Principado de Asturias en una composición alternativa en campo de gules o «encarnado». Jovellanos hizo dos propuestas con diferente color de fondo, una en azul, que terminó por ser la aceptada, y otra en rojo que fundamentaba en el color del campo de la antigua descripción de Lázaro Díaz del Valle y en la que figuraba la cruz de los Ángeles.

Jovellanos defendió la adopción de un escudo con la Cruz de la Victoria argumentando que, con la creación del Reino de León, ésta se había convertido en un símbolo propio de Asturias y recordando que los blasones, aunque aparecieron durante el siglo XII, la heráldica de reinos y provincias poseía símbolos con antecedentes preheráldicos. Jovellanos propuso dos alternativas cromáticas: una con la cruz de plata y letras de oro sobre fondo azul, y otra con la cruz de oro sobre fondo «colorado» como el descrito por Díaz del Valle, siendo el fondo azul el que terminaría por imponerse.

## Uso

Escudo del Consejo Soberano de Asturias y León, 1937.

Según la Ley 2/1984, de 27 de abril, por la que se establece el Escudo del Principado y se regula su uso el escudo del Principado de Asturias debe figurar en:
- Los documentos, impresos, sellos y membretes de uso oficial de la comunidad autónoma
- Las publicaciones oficiales del Principado de Asturias
- Los distintivos oficiales usados por las autoridades de la comunidad autónoma a quienes corresponda
- Los títulos acreditativos de las condecoraciones
- Los diplomas o títulos de cualquier clase expedidos por autoridades de la comunidad autónoma
- Los edificios y establecimientos de la Administración Autónoma asturiana

Según esta ley, el escudo no podrá ser utilizado como símbolo de identificación por ninguna otra institución pública o privada que no sea el Gobierno del Principado de Asturias y la Junta General del Principado de Asturias, así como sus entes dependientes. Adicionalmente «no se admite ningún uso que vaya en menoscabo de su alta significación». 
Se mantienen los escudos existentes en aquellos edificios declarados monumentos histórico-artísticos. También los que figuren en aquellos otros que formen parte sustancial del ornato y la decoración.
El escudo del Principado goza de idéntica protección que los demás símbolos de España, de la que la comunidad autónoma forma parte.

## Versiones logotipadas empleadas por el Gobierno de Asturias
El Gobierno de Asturias dentro de su identidad corporativa ha empleado dos versiones logotipadas del escudo.El primer logo es una versión esquemática del escudo y fue diseñado en 1985 por el estudio Elías & Santamarina (Elías García y José Santamarina), a petición de Pedro de Silva. En 2000 estos mismos autores rediseñaron el logo pero manteniendo su esencia. En 2022 el primer gobierno de Adrián Barbón presentó una nueva identidad gráfica del escudo, mucho más esquemática y geométrica, obra del estudio Simbiosys, dentro de su Plan Estratégico de Transformación Digital. 
|                                                      |
| Imagotipo empleado por el Gobierno entre 1985 y 2022 |

|                                                     |
| Imagotipo empleado por el Gobierno a partir de 2022 |